# Stiekem liedje
Stiekem liedje is een lied van de Nederlandse zanger Paul de Leeuw. Het werd in 2016 als single uitgebracht en stond in hetzelfde jaar als vijfde track op het album Land van mij.

## Achtergrond
Stiekem liedje is geschreven door Paul de Leeuw en Miguel Wiels en geproduceerd door John van Eijk. Het is een lied uit de kleinkunst. In het liefdeslied zingt de artiest over hoe hij het nummer stiekem heeft gemaakt voor zijn geliefde en beschrijft hij de ogenschijnlijk normale dingen die zijn geliefde doet waar hij stiekem van geniet en waardoor hij van diegene houdt. 

## Hitnoteringen
Ondanks dat de zanger het nummer bestempelde als een lied met hitpotentie, was er weinig succes in de Nederlandse hitlijsten. Er was geen notering in de Single Top 100 en ook de Top 40 werd niet bereikt. Bij laatstgenoemde was er wel de 21e positie in de Tipparade. Desondanks was het wel voor het eerst sinds 2007 dat een lied een bescheiden notering had bij de Top 40.